# Melena
Melena refere-se ao sangue já oxidado nas fezes, por ter origem em hemorragias no trato digestivo alto. Com isso, há escurecimento das fezes, além de fetidez. 
Enterorragia se define por sangue nas fezes, em maior volume e mantendo sua coloração avermelhada, com ou sem coágulos. Hematoquezia são pequenas quantidades de sangue, com aspecto clássico, oriundos do final do trato digestivo, comuns em hemorroidas e pólipos.